# Eleição municipal de São Mateus (Espírito Santo) em 2016
A eleição municipal de São Mateus em 2016 foi realizada para eleger um prefeito, um vice-prefeito e 11 vereadores no município de São Mateus, no estado brasileiro do Espírito Santo. Foram eleitos Daniel Santana Barbosa (Partido da Social Democracia Brasileira) e Jose Carlos do Valle Araujo de Barros para os cargos de prefeito(a) e vice-prefeito(a), respectivamente. 
Seguindo a Constituição, os candidatos são eleitos para um mandato de quatro anos a se iniciar em 1º de janeiro de 2017. A decisão para os cargos da administração municipal, segundo o Tribunal Superior Eleitoral, contou com 80 238 eleitores aptos e 17 506 abstenções, de forma que 21.82% do eleitorado não compareceu às urnas naquele turno. 

## Resultados

### Eleição municipal de São Mateus em 2016 para Prefeito
A eleição para prefeito contou com 3 candidatos em 2016: Carlos Alberto Lyrio do Partido Social Democrático (2011), Daniel Santana Barbosa do Partido da Social Democracia Brasileira, Jose Eustaquio de Freitas do Partido Socialista Brasileiro que obtiveram, respectivamente, 14 063, 30 780, 10 797 votos. O Tribunal Superior Eleitoral também contabilizou 21.82% de abstenções nesse turno. 
| Candidato(a)                    | Vice                                  | Coligação                                      | Votos recebidos | Percentual |
| ------------------------------- | ------------------------------------- | ---------------------------------------------- | --------------- | ---------- |
| Daniel Santana Barbosa (PSDB)   | Jose Carlos do Valle Araujo de Barros | Frente São Mateus Construindo um Futuro Melhor | 30780           | 55.32%     |
| Carlos Alberto Lyrio (PSD)      | Ramon de Oliveira Cardozo             | Frente em Defesa da Familia Mateense           | 14063           | 25.27%     |
| Jose Eustaquio de Freitas (PSB) | Nilis Castberg Machado de Souza       | Superando Desafios                             | 10797           | 19.41%     |

### Eleição municipal de São Mateus em 2016 para Vereador
Na decisão para o cargo de vereador na eleição municipal de 2016, foram eleitos 11 vereadores com um total de 58 857 votos válidos. O Tribunal Superior Eleitoral contabilizou 1 787 votos em branco e 2 088 votos nulos. De um total de 80 238 eleitores aptos, 17 506 (21.82%) não compareceram às urnas .
| Nome                                | Partido político                                | Coligação                                     | Votos recebidos | Percentual |
| ----------------------------------- | ----------------------------------------------- | --------------------------------------------- | --------------- | ---------- |
| Jozail Fugulim                      | Partido Trabalhista Brasileiro (PTB)            | Avança São Mateus                             | 2107            | 3.58%      |
| Carlos Alberto Gomes Alves          | Partido Socialista Brasileiro (PSB)             | Partido Socialista Brasileiro (sem coligação) | 1373            | 2.33%      |
| Paulo Pascoal Chagas                | Partido dos Trabalhadores (PT)                  | Frente Popular                                | 1364            | 2.32%      |
| Josimar de Oliveira Mendonça        | Partido Republicano Brasileiro (PRB)            | Frente Avança São Mateus                      | 1220            | 2.07%      |
| Antonio Luiz Cardoso                | Partido Renovador Trabalhista Brasileiro (PRTB) | Amor por São Mateus                           | 1091            | 1.85%      |
| Jerri Pereira                       | Partido Renovador Trabalhista Brasileiro (PRTB) | Amor por São Mateus                           | 1074            | 1.82%      |
| Jaciara Teixeira do Nascimento      | Partido dos Trabalhadores (PT)                  | Frente Popular                                | 939             | 1.6%       |
| Francisco Amaro de Alencar Oliveira | Avante (AVANTE)                                 | Compromisso com São Mateus                    | 933             | 1.59%      |
| Jorge Luiz Recla de Jesus           | Partido Trabalhista Brasileiro (PTB)            | Avança São Mateus                             | 773             | 1.31%      |
| Ajalirio Caldeira Varges            | Partido Humanista da Solidariedade (PHS)        | Frente Popular                                | 766             | 1.3%       |
| Aquiles Moreira da Silva            | Partido da Mobilização Nacional (PMN)           | Compromisso com São Mateus                    | 729             | 1.24%      |